# المجزعة (خولان)

تعديل مصدري - تعديل

المجزعة هي إحدى قرى عزلة بني شداد بمديرية خولان التابعة لمحافظة صنعاء، بلغ تعداد سكانها 442 نسمة حسب تعداد اليمن لعام 2004.